# 水胡同水库
水胡同水库是中国河北省秦皇岛市青龙满族自治县境内的一座水库，位于滦河系青龙河上，建于1975年。水库正常库容为990万立方米，集雨面积为100平方千米，海拔为250米。